# منتخب ناميبيا تحت 20 سنة لكرة القدم
منتخب ناميبيا تحت 20 سنة لكرة القدم  هو المنتخب الوطني لناميبيا تحت 20 عامًا، ويدار بواسطة اتحاد ناميبيا لكرة القدم.

## روابط خارجية
- http://www.namibiasport.com.na/node/23466
- http://www.namibiasport.com.na/node/23667